# Dariusz Nowak
Dariusz Nowak (* 23. April 1978 in Włocławek, Polen) ist ein ehemaliger polnischer Ruderer.

## Karriere
Nowak begann mit dem Rudersport im Jahr 1992. Im Alter von 18 Jahren sammelte er erste Erfahrung auf internationalem Parkett bei den Weltmeisterschaften der Junioren in Glasgow. Als Skuller nahm er im Doppelvierer teil, belegte aber lediglich Platz 17 bei 22 gemeldeten Mannschaften.
Danach trat Nowak fast sieben Jahre international nicht in Erscheinung. Erst in der Saison 2003 startete er erstmals beim Ruder-Weltcup im polnischen Achter, für den er sich schnell als Stammkraft etablieren konnte. Es folgte seine erste und einzige WM-Teilnahme bei den internationalen Titelkämpfen 2003 in Mailand, die das polnische Großboot auf Platz 8 beendete. Zu den Olympischen Sommerspielen 2004 in Athen ruderte Nowak ebenfalls im polnischen Achter mit Bogdan Zalewski, Piotr Buchalski, Rafał Hejmej, Mikołaj Burda, Wojciech Gutorski, Sebastian Kosiorek, Michał Stawowski und Steuermann Daniel Trojanowski. Die Mannschaft konnte das Finale nicht erreichen und belegte Platz 8 in der Gesamtwertung.
Im neuen Olympiazyklus verlor Nowak relativ schnell seinen Platz im Achter. Er wurde noch zweimal beim Weltcup in Eton und München eingesetzt, danach aber nicht mehr für die Weltmeisterschaften in Japan berücksichtigt. Er beendete daraufhin seine aktive Karriere im internationalen Rudersport.
Nowak startete für den Verein AZS AWFiS Gdańsk. Bei einer Körperhöhe von 1,97 m betrug sein Wettkampfgewicht rund 95 kg.